# Юнас Шестедт
Тор Юнас Шестедт (швед. Jonas Sjöstedt, нар. 25 грудня 1964 року, парафія Оскара Фредріка в Гетеборзі) — шведський політик, письменник, автор і колишній металург. Очільник Лівої партії в 2012—2020 роках. Шестедт був членом Європейського парламенту у 1995—2006 роках і після парламентських виборів у Швеції 2010 року — депутат.
У січні 2020 року Шестедт оголосив про свій намір піти з посади лідера лівої партії на їхньому з'їзді у травні, сказавши, що хоче більше часу проводити зі своєю сім'єю, яка зараз живе у В'єтнамі. Однак через пандемію COVID-19 з'їзд було перенесено, і Шестедт залишився лідером партії до тих пір, поки з'їзд не відбувся 31 жовтня 2020 року, коли його наступником була обрана Нуші Дадгостар.

## Біографія
Юнас Шестедт виріс у Гетеборзі. Через батькову роботу інженером на гідроелектростанціях, сім'я багато переїжджала, і у дитинстві він також жив у Сундсваллі, Вестеросі і Венерсборзі. Рано став політично залученим і приєднався до Комуністичної молоді в 1978 році. У 1983 переїхав до Лулео, де він провчився два роки у колишній Hermelinsskolan. Одночасно працював у студентській організації в Стокгольмі. Потім він на деякий час повернувся до Гетеборгу, де був редактором видання Röd Press. Він оселився в Умео в 1990 році, де працював слюсарем на заводі Volvo Trucks.

### Європарламент
Залученість Шестедта на стороні опозиції в питанні про членство ЄС Швеції в 1994 році привела його до політики на національному рівні. Після приєднання Швеції до ЄС він був обраний на виборах до Європейського Парламенту 1995 року і був обраний однією з трьох лівих партій. Він був переобраний у 1999 та 2004 роках У Європейському Парламенті він був членом групи ЄОЛ/ЛЗП і був, крім іншого, членом Комітету з питань навколишнього середовища, а також заступником голови Комітету з питань бюджетного контролю. У 2006 році він подав у відставку.

### Нью-Йорк
Після виходу з Європарламенту Шестедт переїхав до Нью-Йорку, де його дружина Анн Мове працювала дипломатом (з поміж іншого радником Посла з питань Близького Сходу) в постійному представництві Швеції в ООН. Тим часом у Нью-Йорку Шестедт був активним на низовому рівні в Соціалістичній партії США.
За цей час він дебютував як письменник-фантаст, з трилогією злочинних романів в європарламентському середовищі, і опублікував книжку-інтерв'ю «Masthugget, Moskva, Madrid». Після історичної повісті «Masthugget, Moskva, Madrid: Berättelsen om Bengt och Greta» в тому ж році вийшов детектив «Sammanflöden», який наступного року супроводжувався творами «Sahara» і «Spanska brev». Три останні — це три частини цілісної трилогії.

### Член парламенту

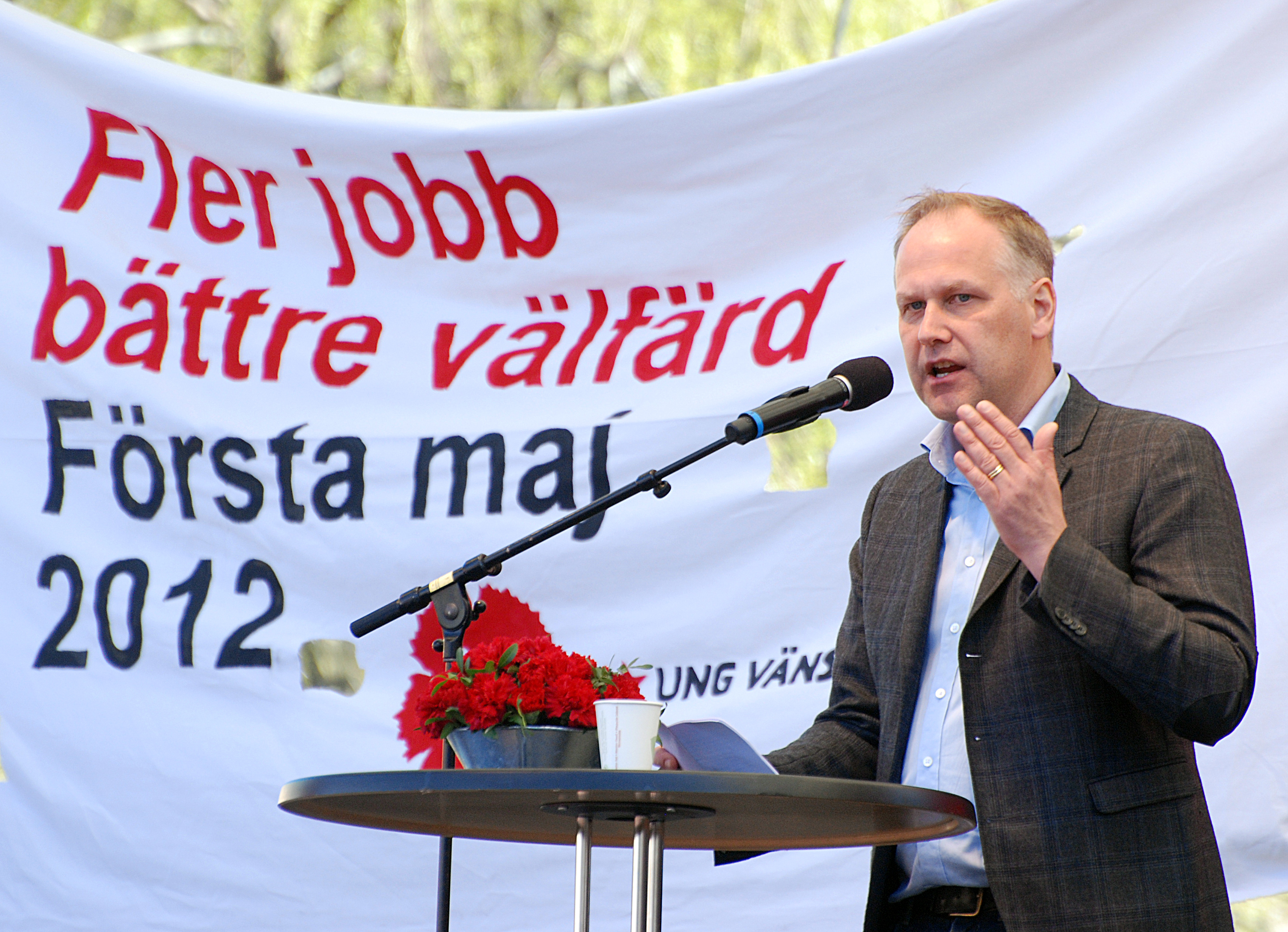
Юнас Шестедт у першотравневому виступі в Стокгольмі.

Після переїзду до Швеції Шестедт був обраний на парламентських виборах в 2010 році і з виборчого округу Вестерботтен. Майже третина електорату партії у виборчому окрузі вирішила проголосувати за нього.

### Лідер партії
5 липня 2011 року Шестедт оголосив, що він є кандидатом на посаду лідера Лівої партії. Його конкурентами стали Улла Андерссон, Ганс Лінде і Россана Дінамарка також, тоді як тогочасний лідер партії Ларс Олі заявив, що не виступає за переобрання. Він був обраний 6 січня 2012 року з'їздом партії новим головою, з 179 голосами за. Як лідер партії, він постійно ставив питання про заборону прибутку в добробуті.

## Посади в Риксдазі
- Комітет зовнішніх зносин: Член 2012–
- Військова делегація: Член 2012–
- Комітет ЄС: Член 2010—2012, депутат 2012 — * Делегація Швеції у Північній раді: заступник голови 2012–
- Департамент закордонних справ: заступник голови 2010—2012 роки
- Департамент з питань дорожнього руху: заступник голови на 2010—2012 роки

## Публікації українською
- «Ми вже це проходили»: європарламентарі про провал ультраправих в Північній Європі // Спільне, 06.05.2025